# Universität Fernando Pessoa
Die Universität Fernando Pessoa (portugiesisch: Universidade Fernando Pessoa) – kurz UFP – ist eine 1996 gegründete, progressive Privatuniversität in Porto (Portugal).
Die Universität ist nach dem portugiesischen  Dichter und Schriftsteller Fernando Pessoa benannt und in ihrer Lehre stark von seinem Lebenswerk geprägt. Derzeitiger Rektor der Universität ist Salvato Trigo.

## Fakultäten
Die Universität gliedert sich in drei Fakultäten:
- Gesundheitswissenschaftliche Fakultät
- Human- und Sozialwissenschaftliche Fakultät
- Technisch-Naturwissenschaftliche Fakultät

Die Universität unterhält u. a. eine enge Kooperation mit der Universität Porto.